# Sahel Sporting Club
El Sahel Sporting Club és un club de futbol del Níger de la ciutat de Niamey. Va ser fundat l'any 1974 a partir del club de futbol Secteur 7. Juga a l'estadi Général Seyni Kountché Stadion de Niamey, amb capacitat per a 30.000 espectadors.

## Palmarès
- Lliga nigerina de futbol:[1]
  - 1973 (com a Secteur 7)
  - 1974, 1986, 1987, 1990, 1991, 1992, 1994, 1996, 2003, 2004, 2007
- Copa nigerina de futbol:[2]
  - 1974, 1978, 1986, 1987, 1992, 1993, 1996, 2004, 2006